# Olga Belajeff
Olga Belajeff in russo Ольга Беляева?, nota anche con lo pseudonimo di Olga Ork de Belajeff (Impero russo, 16 marzo 1900 – Stati Uniti d'America, dopo il  1955), è stata un'attrice russa con cittadinanza statunitense, diva del cinema muto russo, tedesco e italiano.

## Biografia
Sono piuttosto frammentarie le origini e la storia dell'attrice, avvolte ancora nel mistero e con numerose ipotesi da sciogliere. 
Non è possibile quindi documentare le sue prime interpretazioni. L'anno più probabile del debutto al cinema di Olga Belajeff risalirebbe al 1917 – sotto lo pseudonimo di Olga Org – con il regista teatrale Fëdor Komissarževskij, cimentatosi eccezionalmente alle realizzazioni cinematografiche. Il titolo della prima opera è Syn morja. Un film molto raro dove recitarono da protagonisti anche lo stesso regista, assieme a Viktor Petipa. Non ci sono recensioni disponibili sulla trama.
Risulta scomparso o definitivamente irreperibile il successivo V krasje ejo bil smjerti jad del 1917. Allo stesso anno apparterrebbe il film, anch'esso irrimendiabilmente perduto, registrato con il titolo  Ja zhit' khochu (Ja choču žit’) per la regia di Alexandr Čargonin.
Nel 1918 Olga recita nel lungometraggio russo Beloe i chernoe (Bianco e scarlatto) con l'attore e regista Aleksandr Razumnyj. Intorno al 1920 avrebbe lasciato l'Unione Sovietica per vivere gli anni successivi in esilio, principalmente in Germania, girando produzioni russe in trasferta come il film per il regista Vanda Vernigor: dalla trama sconosciuta, il titolo originale del film (O, Zhenshchini, nichtozhestvo vam imja...), prodotto da una casa cinematografica della Crimea, sembra riprendere una battuta dell'Atto I scena II, estratta dall'Amleto di William Shakespeare, "Frailty, thy name is woman" (Fragilità, il tuo nome è donna).
Agli inizi degli anni '20, l'attrice lavorò anche in Italia, dove ebbe successo recitando per la Vay Film nel film La medaglia e il rovescio (in russo Медаль и обратно? ), assieme agli italiani Renzo Fabiani, Lucy San Germano, Edoarda Senatra e Giovanni Ravenna, regia di Aleksandr Uralsky, su sceneggiatura di Pier Antonio Gariazzo, presa a soggetto dal romanzo omonimo di R. Ratsford de Boyd, successivamente proposto in anteprima a Roma il 7 marzo del 1921.
Sempre per lo stesso regista, nel 1921 l'attrice partecipò al film Olga, Dik e Puk, avventurosa e divertente storia di una russa, del cinese Dik (l'attore Hang Ju Ting) e di una scimmia.
Trasferitasi in Danimarca, come da contratto lavorò per la compagnia cinematografica danese Nordisk Film – nel 1922-23 portò a termine tre film, Grandi speranze, trasposizione del romanzo omonimo di Charles Dickens, Nedbrudte Nerver, Lasse Månsson fra Skaane –, mentre a Berlino collaborò sia con registi russi che tedeschi per una decina di opere. Tra i film di questo periodo espressionista, in Das brennende Geheimnis (altro titolo: "L'appel de l'enfant") del 1923 è con Jenny Hasselquist; fu inclusa nel cast della pellicola Il gabinetto delle figure di cera (Das Wachsfigurenkabinett, 1924), diretta da Paul Leni; lavorò accanto agli attori Tullio Carminati e Alfred Abel in Mensch gegen Mensch, distribuito dalla Universum Film (UFA). 
Nel 1929 interpretò il suo ultimo ruolo nel film sonoro Die Schleiertänzerin, regia di Charles Burguet, una produzione franco-tedesca, prima di lasciare il cinema.
Nel 2020, per la sezione della "Berlinale Classics" del Festival di Berlino, è stata presentata una riedizione restaurata di Das Wachsfigurenkabinett - Waxworks (Il gabinetto delle figure di cera) che la vedeva protagonista nella sua migliore interpretazione.

## L'emigrazione delle attrici russe
Nel primi decenni del Novecento si accrebbe la presenza di numerosi cineasti russi, esuli in Italia, portando nel vecchio continente fra le rifugiate bianche decine di artiste. Spesso si trattò di donne giunte dall'ampia area d'influenza sovietica e che vantavano illustri carriere nella cinematografia, ai tempi dello zar Nicola II: tra di esse, si ricordano l'arrivo della danzatrice Ileana Leonidoff, di attrici come Tatiana Gorka, Mara Čukleva, oltre alla Belajeff, la più nota Vera Kholodnaya, Alla Nazimova, Olga Baclanova, Anna Sten, Natalia Kovanko (l'attrice de Le mille e una notte di Viktor Turžanskij nel '21), Vera Malinovskaya, Nina Vanna, Ksenia Desni, Natalia Pavlovna Paley.
Non è un caso che altre espatriate russe sposarono poi artisti e scrittori del calibro di Picasso, Dalì, Matisse, Léger, Rolland.

## Le ultime ricerche
Secondo quanto riportato dalle indagini di un blog russo sul cinema, KinoBlog, senza però indicare le fonti riscontrabili, ha divulgato il vero nome dell'artista che ebbe numerosi pseudonimi d'arte – denominata Olga Belyaeva (in russo Ольга Беляева?) – con il nome completo di « Olga Alexandrovna Mozhzheva » (in russo Ольга Александровна Можжева?), facendo forse cadere il velo di segretezza che circonda la sua vita privata.

## Vita privata
Il suo destino è stato legato a indiscrezioni non ufficiali come ad esempio un presunto matrimonio con un miliardario americano. In effetti, abbandonata l'Europa, nel 1934 l'attrice sarebbe stata "avvistata" negli Stati Uniti, presso l'esclusivo "Long Key Fishing Camp" (Florida), distrutto l'anno dopo dall'uragano "Hurricane Three" nel Key West: infatti, nelle cronache di pesca sportiva di un giornale locale, è menzionata come la « contessa Olga de Belaieff di Parigi e Berlino », accanto al futuro marito Arthur Julian Moulton di New York (1883-1951), poi di lì a poco l'avrebbe sposato pubblicamente nell'agosto dello stesso anno. Avrebbe ottenuto la cittadinanza statunitense soltanto nel 1940.
Tuttavia nel "Social Register" newyorchese del 1941, a pagina 540, appare una « Olga Scholnirowsky De Belaieff » assieme al citato Moulton. Il cognome « Scholnirowsky »,  potrebbe essere il cognome di un precedente matrimonio con un ufficiale zarista, di cui rimase vedova in gioventù, peraltro segnalato dal blog russo nel 2016.
Nel 1955 la De Belaieff si rivolse alle autorità giudiziarie alla ricerca di riconoscimento di un vitalizio mai esperito, dopo la morte del marito nel '51. Resta tuttora sconosciuto l'esatto luogo di sepoltura.

## Filmografia

### Cinema
- Syn morja, regia di Fëdor Komissarževskij (1917) (come Olga Org)
- V krasje ejo bil smjerti jad, regia di Fëdor Komissarževskij (1917) (come Olga Org)
- Ja zhit' khochu, regia di Alexandr Čargonin (1917) (come Olga Org)
- Beloe i chernoe, regia di Aleksandr Razumnyj (1918) (come Olga D'Org)
- O, Zhenshchini, nichtozhestvo vam imja..., regia di Vanda Vernigor (1920) (come Olga Ogr)
- La medaglia e il rovescio (Медаль и обратно), regia di Aleksandr Uralsky (1920) (come Olga Ork Belajew)
- Rada ti, zhenshchina, kogda ti lljubish, i tsarstvuje, regia di Vladimir Simov (1920)
- Olga, Dik e Puk, regia di Aleksandr Uralsky (1921) (come Ork Belajew)
- La fornace, regia di Eugenio Perego (1922) (come Olga Ork de Belajeff)
- Grandi speranze (Store forventninger), regia di A.W. Sandberg (1922) (come Olga D'Org)
- Es leuchtet meine Liebe, regia di Paul L. Stein (1922) (come Olga d'Org-Belajeff)
- Nedbrudte nerver, regia di A.W. Sandberg (1923)
- Die drei Marien und der Herr von Marana, regia di Reinhold Schünzel (1923) (come Olga D'Org)
- Lasse Månsson fra Skaane, regia di A.W. Sandberg (1923)
- Das brennende Geheimnis, regia di Rochus Gliese (1923)
- Zaida, die Tragödie eines Modells, regia di Holger-Madsen (1923)
- Mutter, dein Kind ruft! Das brennende Geheimnis, regia di Rochus Gliese (1923)
- Il gabinetto delle figure di cera (Das Wachsfigurenkabinett), regia di Leo Birinsky e Paul Leni (1924)
- Zwei Kinder, regia di Richard Clement Hilber (1924)
- Mensch gegen Mensch, regia di Hans Steinhoff (1924) (come Olga von Balejeff)
- Der Mann seiner Frau, regia di Felix Basch (1926)
- L'erede di Casanova (Casanovas Erbe), regia di Manfred Noa (1928) (come Olga von Balejeff)
- Die Schleiertänzerin, regia di Charles Burguet (1929)